# Anne Gellinek

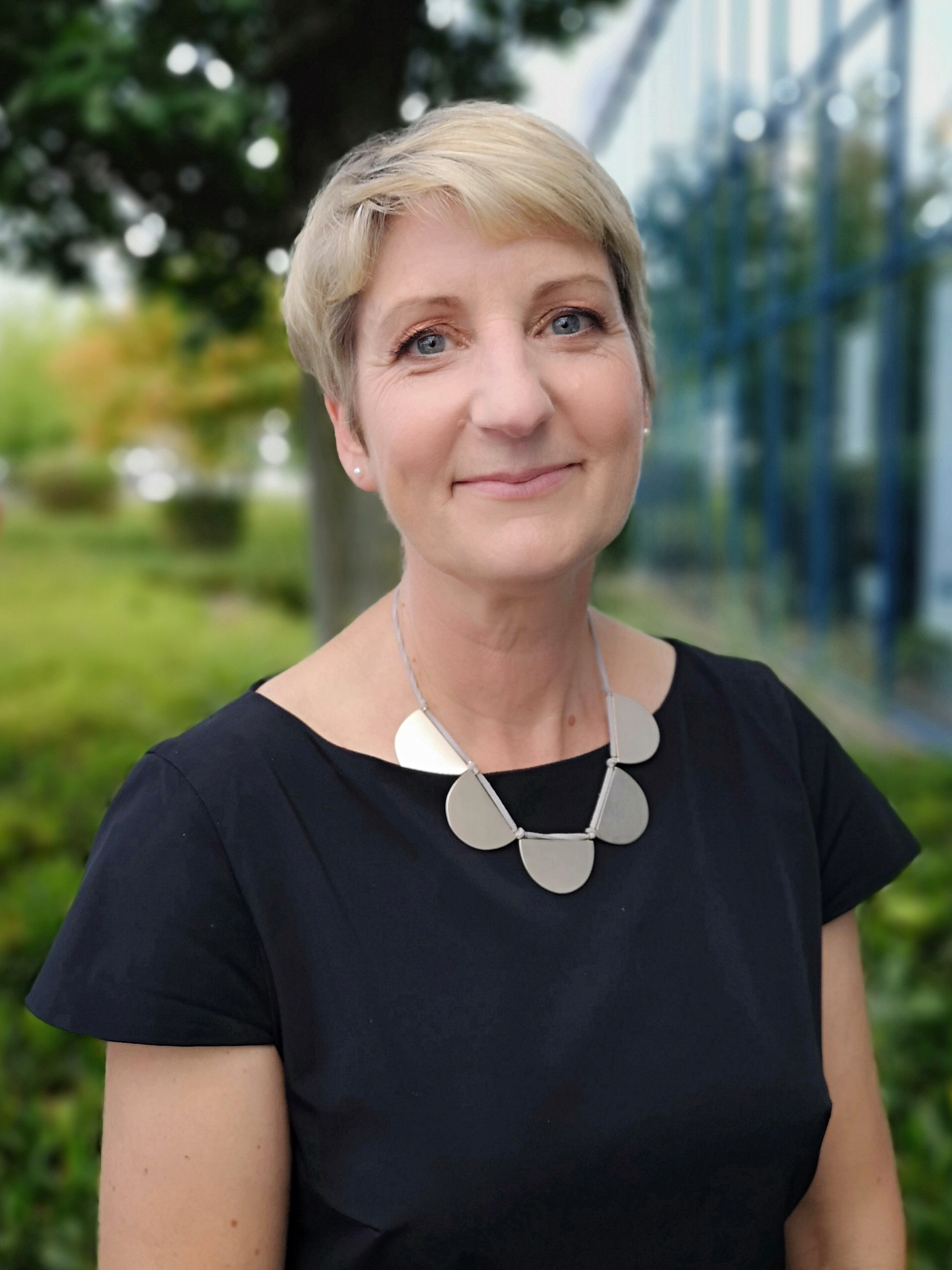
Anne Gellinek, 2018

Anne Gellinek (* 1962 in Mülheim an der Ruhr) ist eine deutsche Journalistin und Fernsehmoderatorin.

## Werdegang
Anne Gellinek wurde als Tochter des späteren Bau- und Planungsdezernenten Philipp-Otto Gellinek in Mülheim an der Ruhr geboren. Ab 1981 studierte sie Slawistik, Osteuropäische Geschichte und Publizistik in Münster und Moskau. Währenddessen arbeitete sie als freie Mitarbeiterin in den Moskauer Büros der Zeitung Rheinische Post und des Magazins Newsweek. Von 1991 bis 1992 war sie Volontärin beim Zweiten Deutschen Fernsehen (ZDF) in Mainz. Anschließend arbeitete sie bis 1995 als Reporterin im ZDF-Landesstudio in Düsseldorf. In der Zeit war sie 1994 durch ein dreimonatiges Stipendium der Arthur F. Burns Fellowships für junge Journalisten in Seattle, Washington. Ab 1995 moderierte sie beim ZDF-Morgenmagazin in Berlin. Von 1998 bis 2003 war sie als Korrespondentin des ZDF-Studios in Moskau aktiv. Ab März 2003 arbeitete sie als Korrespondentin im ZDF-Hauptstadtstudio Berlin. Von August 2008 bis 2014 war sie Leiterin des ZDF-Studios in Moskau. Ihr Nachfolger wurde Winand Wernicke.
Von August 2014 bis September 2022 arbeitete Gellinek als Korrespondentin im ZDF-Studio Brüssel in Belgien und übernahm im Januar 2015 dessen Leitung von Udo van Kampen, der nach vielen Jahren in dieser Funktion in Ruhestand ging.
Zum 1. Oktober 2022 wechselte Gellinek nach Mainz und wurde stellvertretende Chefredakteurin des ZDF. Zeitgleich übernahm sie die Leitung der Hauptredaktion Aktuelles von Bettina Schausten, die neue ZDF-Chefredakteurin wurde. In dieser Funktion moderiert Gellinek seit 18. August 2022 auch vertretungsweise das heute-journal.
Anne Gellinek ist verheiratet und Mutter eines Kindes.

## Werke
Mit Roland Strumpf erstellte Gellinek die 45-minütige Dokumentation Duell ums Gas – Von Pipelines, Politikern und Profit, die am 13. Januar 2010 ausgestrahlt wurde. Gemeinsam recherchierten sie auch 25 Jahre nach der Nuklearkatastrophe von Tschernobyl. Die dabei entstandene Reportage S-Bahn nach Tschernobyl – Wie gefährlich ist die Todeszone? wurde am 13. April 2011 im ZDF ausgestrahlt.
Am 7. Februar 2014 moderierte sie im ZDF die Eröffnungsfeier der Olympischen Winterspiele 2014 in Sotschi, mit dem Sportmoderator Wolf-Dieter Poschmann.
Unter ihrer Verantwortung entstanden Beiträge für die werktags ausgestrahlte Nachrichtensendung Heute – in Europa, in der über die Auswirkungen der EU-Politik auf die konkrete Lebenssituation von Menschen berichtet wird.